# Bispo
Um bispo (do grego antigo επίσκοπος ou episcopos; e do latim episcopus: "inspetor", "diretor", "superintendente" ou, literalmente, "supervisor", de ἐπί (epi), sobre/super + σκοπος (skopos), vista, ou seja, "aquele que vê por cima, pelo alto, que supervisiona") é um título religioso presente em diversas confissões cristãs, tendo cada uma o seu conceito e suas tradições específicas.
É um membro ordenado do clero nas Igrejas Católica Romana, Ortodoxa, Anglicana e algumas Luteranas a quem é confiada uma posição de autoridade e supervisão. No Cristianismo, os bispos são normalmente responsáveis pela governança e administração das dioceses. O papel ou ofício do bispo é chamado de episcopado.
Em certas denominações protestantes, há o título de episcopisa ou bispa.
Antes do Cristianismo, o termo episcopo era utilizado para designar todo tipo de administrador (melhor tradução) nos domínios civil, financeiro, militar e judiciário.

## Terminologia
O termo bispo deriva da palavra grega ἐπίσκοπος, epískopos, que significa "supervisor"; o grego era a língua da Igreja cristã primitiva. No entanto, o termo epískopos não se originou no Cristianismo. Na literatura grega, o termo foi usado por vários séculos antes do advento do Cristianismo. Mais tarde, ele se transformou no latim episcopus e, por último, bispo.
No início da era cristã, o termo nem sempre era claramente distinguido de presbýteros (literalmente: "ancião"), mas é usado no sentido da ordem ou ofício de bispo, distinto daquele de presbítero, nos escritos atribuídos a Inácio de Antioquia (falecido por volta de 110).

## História

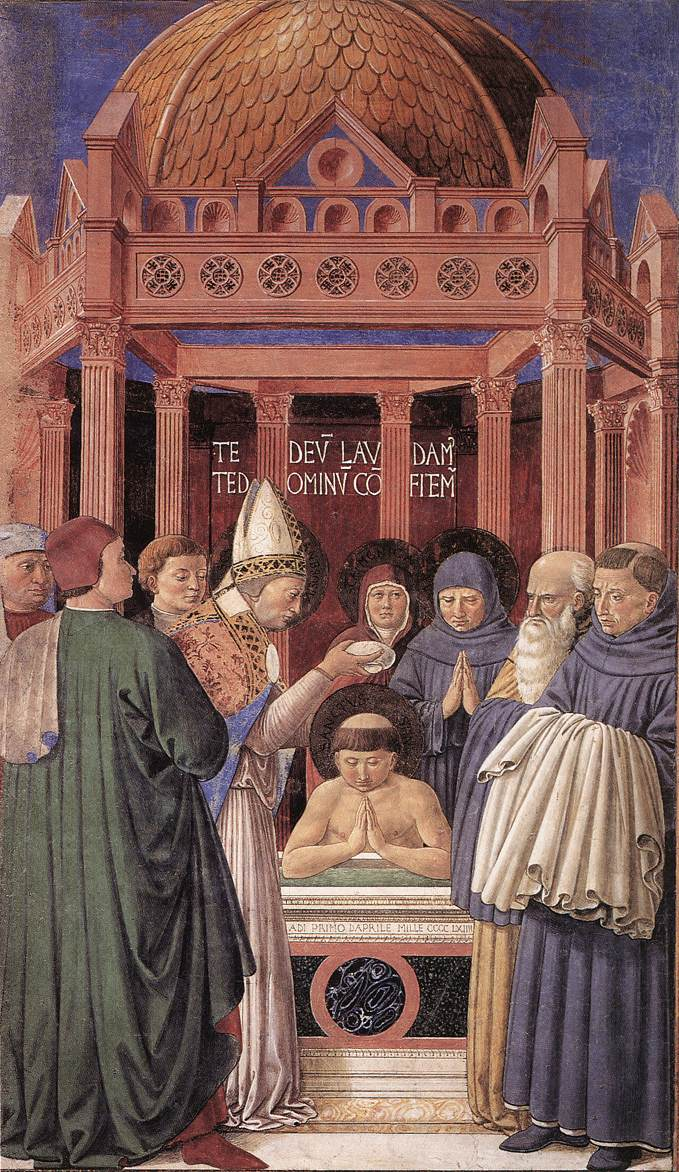
Batismo de Agostinho de Hipona por Ambrósio, bispo de Milão. (pintura de Gozzoli, século XV)

### Primeiros séculos
A primeira organização da Igreja em Jerusalém foi, de acordo com a maioria dos estudiosos, semelhante à das sinagogas judaicas, mas tinha um conselho ou colégio de presbíteros ordenados (πρεσβύτεροι, 'anciãos'). Em Atos 11:30  e Atos 15:22, um sistema colegiado de governo em Jerusalém é presidido por Tiago, o Justo, segundo a tradição, o primeiro bispo da cidade. Em Atos 14:23,  o apóstolo Paulo ordena presbíteros em igrejas na Anatólia. A palavra presbítero ainda não era distinguida de supervisor (ἐπίσκοπος , episkopos, mais tarde usada exclusivamente para significar bispo), como em Atos 20:17,  Tito 1:5–7 e 1 Pedro 5:1. Os primeiros escritos dos Padres Apostólicos, a Didaquê e a Primeira Epístola de Clemente, por exemplo, mostram que a Igreja usava dois termos para os ofícios da igreja local — presbíteros (visto por muitos como um termo intercambiável com episkopos ou supervisor) e diácono.
Na Primeira Epístola a Timóteo e na Epístola a Tito no Novo Testamento, um episcopado mais claramente definido pode ser visto. Ambas as cartas afirmam que Paulo havia deixado Timóteo em Éfeso e Tito em Creta para supervisionar a igreja local. Paulo ordena a Tito que ordene presbíteros/bispos e exerça supervisão geral.
As fontes antigas não são claras, mas vários grupos de comunidades cristãs podem ter tido o bispo cercado por um grupo ou colégio que funcionava como líderes das igrejas locais. Eventualmente, o bispo chefe ou "monárquico" passou a governar mais claramente,  e todas as igrejas locais acabariam por seguir o exemplo das outras igrejas e estruturar-se-iam segundo o modelo das outras, com um bispo numa responsabilidade mais clara,  embora o papel do corpo de presbíteros permanecesse importante.
Eventualmente, conforme a cristandade cresceu, os bispos não mais serviam diretamente às congregações individuais. Em vez disso, o bispo metropolitano (o bispo em uma cidade grande) nomeou padres para ministrar cada congregação, agindo como delegado do bispo.

### Padres apostólicos
Por volta do final do século I, a organização da igreja tornou-se mais clara em documentos históricos. Nas obras dos Padres Apostólicos, e de Inácio de Antioquia em particular, o papel do episkopos, ou bispo, tornou-se mais importante ou, melhor, já era muito importante e estava sendo claramente definido. Enquanto Inácio de Antioquia oferece a primeira descrição clara de bispos monárquicos (um único bispo sobre todas as igrejas domésticas em uma cidade)  ele é um defensor da estrutura monepiscopal em vez de descrever uma realidade aceita. Para os bispos e igrejas domésticas para os quais ele escreve, ele oferece estratégias sobre como pressionar as igrejas domésticas que não reconhecem o bispo a obedecer. Outros escritores cristãos contemporâneos não descrevem bispos monárquicos, continuando a igualá-los aos presbíteros ou falando de episkopoi (bispos, plural) em uma cidade.
À medida que a Igreja continuou a se expandir, novas igrejas em cidades importantes ganharam seu próprio bispo. Igrejas nas regiões fora de uma cidade importante eram servidas por corebispos, uma categoria oficial de bispos. No entanto, logo, presbíteros e diáconos foram enviados pelo bispo de uma igreja da cidade. Gradualmente, padres substituíram os corebispos. Assim, com o tempo, o bispo deixou de ser o líder de uma única igreja confinada a uma área urbana para ser o líder das igrejas de uma determinada área geográfica.
Clemente de Alexandria (final do século II) escreve sobre a ordenação de um certo Zaqueu como bispo pela imposição das mãos de Simão Pedro Bar-Jonas. As palavras bispo e ordenação são usadas em seu significado técnico pelo mesmo Clemente de Alexandria.  Os bispos no século II são definidos também como o único clero a quem a ordenação ao sacerdócio (presbiterato) e ao diaconato é confiada: "um padre (presbítero) impõe as mãos, mas não ordena." (cheirothetei ou cheirotonei).
No início do século III, Hipólito de Roma descreve outra característica do ministério de um bispo, que é o do "Spiritum primatus sacerdotii habere potestatem dimittere peccata": o primado do sacerdócio sacrificial e do poder de perdoar pecados.

## Igrejas cristãs

### Igreja Latina

Modelo do brasão de armas de um Bispo Católico

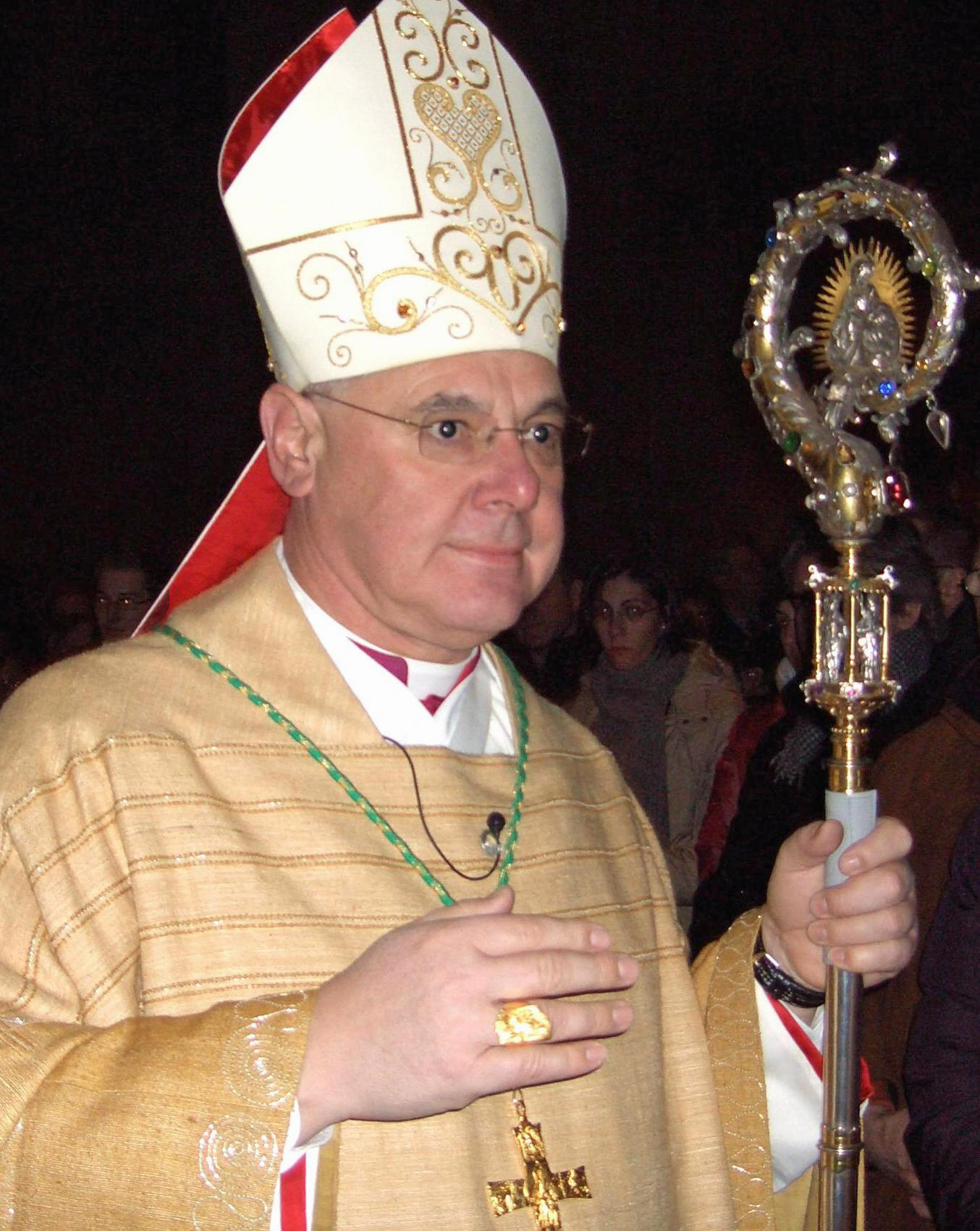
Bispo católico romano.

O apóstolo Pedro, para o cristianismo católico, foi o primeiro bispo e primeiro Papa da igreja em Roma. Os bispos católicos são os sucessores dos apóstolos, recebendo com a ordenação episcopal a missão de santificar, ensinar e governar, a eles confiada no âmbito de uma circunscrição definida (diocese, arquidiocese ou prelazia).
O episcopado é o último e supremo grau do sacramento da ordem. O bispo é também a autoridade máxima da igreja particular local em jurisdição e magistério.

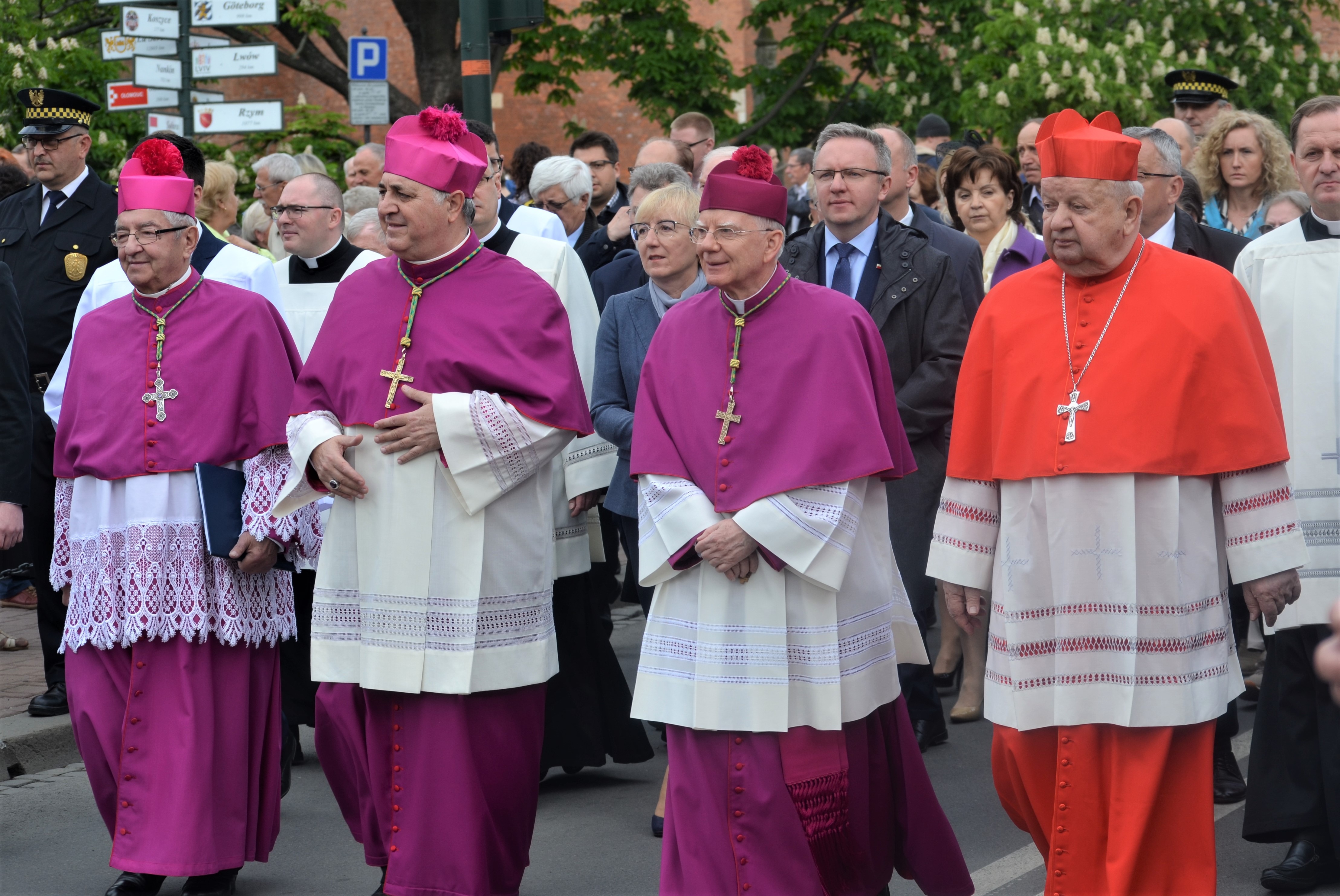
Bispos Católicos Romanos utilizando a tradicional veste coral violácea.

Aos bispos compete ministrar o sacramento da ordem de modo exclusivo e também, na Igreja Latina, o sacramento do crisma. Ordenar presbíteros e diáconos, bem como conferir ministérios são funções exclusivas do bispo.
Conforme o Código de Direito Canônico, "os bispos que, por divina instituição, sucedem aos apóstolos, são constituídos, pelo espírito que lhes foi conferido, pastores na Igreja, a fim de serem também eles mestres da doutrina, sacerdotes do culto sagrado e ministros do governo." (Cân. 375 §1)
Os bispos católicos apõem ao respectivo brasão de armas a cruz episcopal e o capelo verde de 12 borlas. Além disso, em suas dioceses é comum ao presidirem missas a utilização do báculo (popular cajado do bispo católico que representa sua função de pastor perante ao rebanho que são os fiéis), da mitra (popular chapéu do bispo que representa o capacete contra os adversários da verdade) e do solidéu.
Os pré-requisitos para um padre ser bispo são: fé sólida eminente; piedade; zelo; boa reputação; ao menos 35 anos de idade; sacerdote ao menos há cinco anos; e mestrado ou doutorado em área teológica.
Tornar-se bispo, porém, ocorre com uma minoria, escolhida, na atual disciplina da Igreja, pelo Papa com auxílio da Congregação para os Bispos.

### Igrejas Orientais

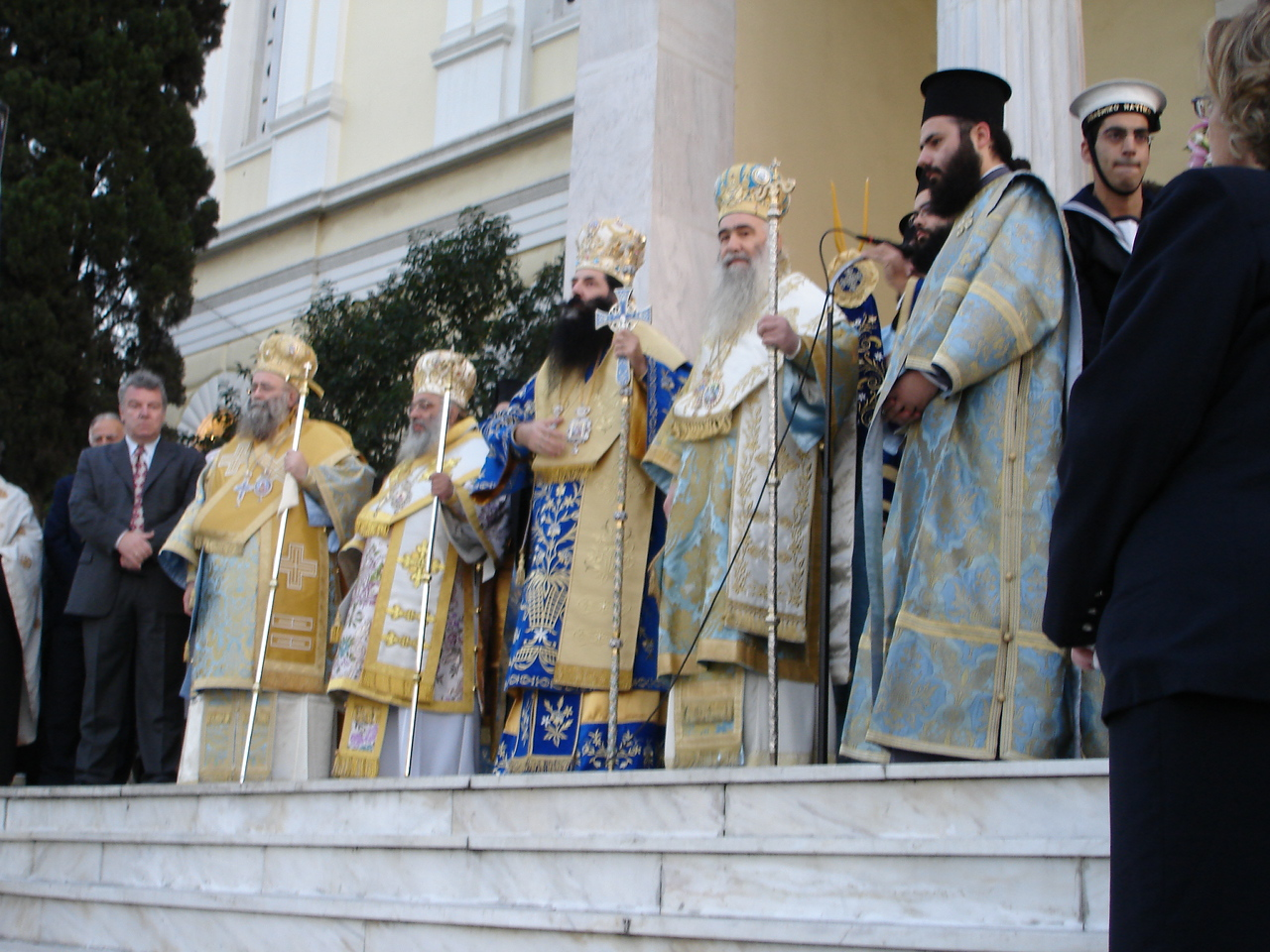
Bispos ortodoxos concelebrando.

As igrejas orientais, quer as católicas (ligadas ao papa) quer as ortodoxas, possuem exatamente o mesmo conceito de episcopado que a Igreja Católica. O bispo que governa uma diocese é chamado de eparca. As Igrejas ortodoxas orientais não reconhecem as ordenações da Igreja Católica Romana como válidas.

### Igreja Anglicana

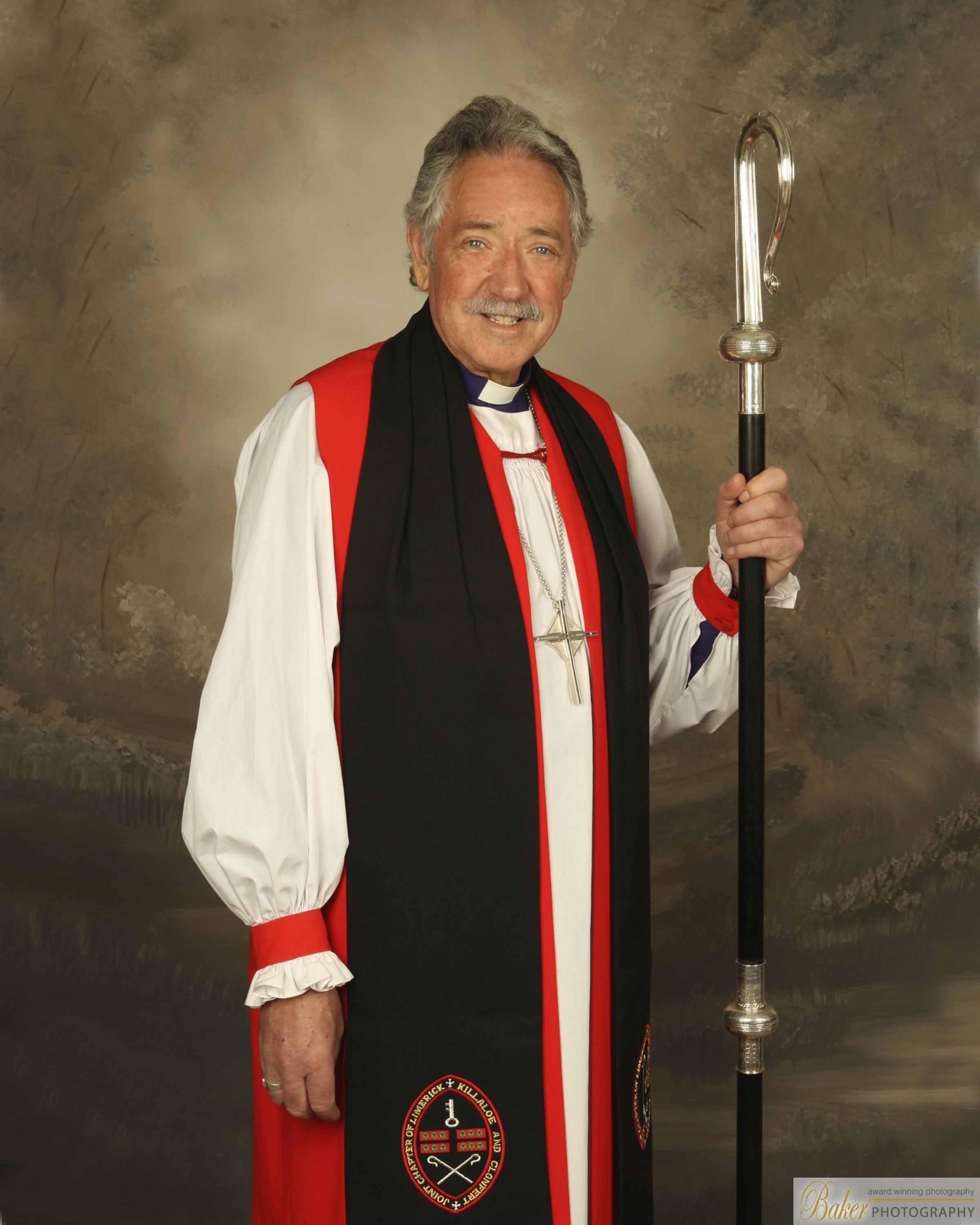
Bispo Trevor Williams com vestes episcopais anglicanas.

A Igreja Anglicana manteve as ordens históricas da Igreja Cristã Católica, antes da separação do século XVI: diáconos, presbíteros e bispos. Um novo bispo é sagrado por imposição de mãos de outros três bispos, cuja sucessão apostólica pode ser traçada de forma similar aos das igrejas Católica e Ortodoxas, embora a primeira não reconheça as ordens anglicanas, por entender que o Ordinal Eduardiano não conservou a forma devida e a sucessão se quebrou a partir do Revmo. Matthew Parker. Os anglicanos alegam que, mais importante que a rubrica, é o ato da imposição de mãos por outros bispos com sucessão apostólica, e que as palavras ditas na cerimônia de sagração mudaram tanto ao longo dos tempos que a alegação dos católicos não procede. No entanto, os Ortodoxos concordam com os católicos quanto à invalidade das ordenações anglicanas, por corrupção do ritual. A maioria dos anglicanos veem a sucessão apostólica como uma sucessão de pastores principais num padrão de liderança que remota ao tempo dos apóstolos e que evoluiu através dos séculos até atingir a sua forma atual. 	
O episcopado, adaptado à sua realidade histórica, com parte integrante da Tradição apostólica, faz parte da essência da Igreja, sendo um dos seus fundamentos juntamente com as Escrituras, o credo e os sacramentos. 	
Para os anglicanos o bispo é o pastor principal da Igreja, exercendo sua atividade na jurisdição de uma diocese (menor expressão da Igreja), tendo como seu papel apostólico a proclamação e o ensino, o provimento dos Sacramentos e a supervisão e liderança administrativa da Igreja.
O bispo é também símbolo de unidade, entre as comunidades de uma diocese e entre a diocese e toda a Igreja.
Na Igreja Episcopal Anglicana do Brasil os bispos são eleitos pelo clero e povo. Nas dioceses autônomas a eleição acontece na assembleia máxima diocesana - o concílio, nas dioceses missionárias, a eleição ocorre na reunião da igreja a nível nacional que acontece de três em três anos, chamada de sínodo. Com o propósito de manter a unidade, os bispos eleitos em concílios necessitam da aprovação da maioria dos bispos e dioceses.

### Igreja Luterana
Na Igreja Luterana da Alemanha, Suécia, Dinamarca, Noruega, Polônia, Finlândia o regime episcopal foi mantido. Homens e mulheres são eleitos pelos sínodos e aprovados pelo parlamento (no caso da Dinamarca, Noruega, Finlândia e até recentemente Suécia) e são sagrados bispos. As denominações luteranas do Brasil não possuem bispos.

### A Igreja de Jesus Cristo dos Santos dos Últimos Dias
O Bispo na Igreja de Jesus Cristo dos Santos dos Últimos Dias é o líder não-remunerado de uma congregação local, conhecida como ala. Este ofício faz parte do Sacerdócio Aarônico e envolve responsabilidades espirituais e sociais similares às de um pastor ou sacerdote em outras denominações cristãs.
Ele lidera reuniões sacramentais semanais, coordena as atividades dos auxiliares da ala, e garante a correta realização de ordenanças religiosas, como batismos e bênçãos. Ele também realiza entrevistas para recomendações de templo, aconselhamento espiritual e emissão de chamados para serviço na ala.